# Pariserkommunen
Pariserkommunen var det revolutionære folkestyre, som blev oprettet i Paris i protest mod regeringen i slutningen af Den fransk-preussiske krig. Kommunen blev oprettet den 18. marts og eksisterede i 71 dage til den 28. maj 1871. Pariserkommunen af 1871 byggede blandt andet på anarkistiske og socialistiske ideer.

## Baggrund
I den parisiske arbejderklasse havde der længe ulmet en social og politisk utilfredshed og kravet om en demokratisk republik. Et særligt krav var, at Paris som de andre kommuner i Frankrig skulle have sit folkevalgte bystyre. Det ønskede regeringen ikke, da den forudså, det ville føre til et arbejderdomineret venstreorienteret byråd. Der var en tidligere Pariserkommune i 1792 under den Franske Revolution.
Efter fire måneders preussisk belejring søgte den franske regering våbenstilstand. Tyskerne krævede en sejrsmarch gennem Paris, hvilket skabte vrede i befolkningen. Det mobiliserede den borgervæbning, som havde været aktiv i forsvaret mod preusserne, og som var ledet af folkevalgte officerer ofte med socialistiske eller anarkistiske holdninger. En centralkomité blev dannet for at samle modstanden mod såvel tyskerne som dem, der ville genindføre kejserdømmet.
Adolphe Thiers, der var leder af en provisorisk regering, frygtede, at centralkomiteen, som havde bemægtiget sig et stort våbenarsenal, ville provokere de tyske belejrere til et ødelæggende artilleriangreb på byen. Samtidig var han og hans regering nervøs for, at pariserne ville være en trussel mod den herskende orden.